# Kanianka koniczynowa
Kanianka koniczynowa (Cuscuta trifolii Bab. & Gibson) – gatunek jednorocznej rośliny pasożytniczej z rodziny powojowatych (Convolvulaceae). Występuje w Europie Zachodniej, do Europy Środkowej zawleczony na przełomie XIX i XX wieku. W Polsce antropofit zadomowiony.

## Morfologia
ŁodygaNitkowata, silnie rozgałęziona, bezlistna, zaopatrzona w ssawki, czerwonawa, osiąga długość do 1 m.
KwiatyZebrane w pęczki po 12 - 18. Kwitnie od czerwca do września.
Gatunki podobneKanianka macierzankowa.

## Biologia i ekologia
Roślina pasożytnicza, bezzieleniowa, jest pasożytem całkowitym, obligatoryjnym. Owija się dookoła rośliny żywicielskiej (przeważnie na koniczynie i lucernie), z której czerpie wodę i substancje organiczne za pomocą ssawek wyrastających z łodygi. Ssawki wrastają do wiązek przewodzących rośliny żywicielskiej. Początkowo występuje niewielkimi gniazdami, szybko jednak się rozprzestrzenia opanowując rozległe powierzchnie. Rozmnaża się z nasion lub przez podział łodyg. Nasiona zachowują żywotność przez 10 - 12 lat i nie szkodzi im przejście przez przewód pokarmowy zwierząt.

## Zastosowanie
W uprawie uważana za chwast - ponieważ jest rośliną trującą, obniża wartość paszową upraw, może także doprowadzić do ich zniszczenia.
ZwalczanieZapobiegać należy inwazjom tego gatunku dokładnie oczyszczając materiał siewny. W przypadku pojawienia się gniazd należy rośliny z nich wyciąć i wypalić do pół metra od gniazda. Rośliny można też spryskać 20% roztworem siarczanu żelaza(III).